# Dendrobium aromaticum
Dendrobium aromaticum är en orkidéart som beskrevs av Johannes Jacobus Smith. Dendrobium aromaticum ingår i släktet Dendrobium, och familjen orkidéer. Inga underarter finns listade i Catalogue of Life.